# Troy (New York)
Troy város az USA New York állam Rensselaer megyéjében, melynek megyeszékhelye is. Lakosainak száma 51 401 fő (2020. április 1.).

## Népesség
A település népességének változása:
| Lakosok száma | 5264 | 49 170 | 50 129 | 51 401 |
|               | 1820 | 2000   | 2010   | 2020   |